# 克希什托夫·拉夫里诺维奇
克希什托夫·拉夫里诺维奇（1979年11月1日—），立陶宛籃球運動員。他現在效力於立陶宛球隊萊塔斯籃球俱樂部，他也是立陶宛國家男子籃球隊的一員。